# Tour d'Espagne 1936
La deuxième édition du Tour d'Espagne s'est déroulée entre le 5 et le 31 mai 1936 et était composée de 21 étapes pour un total de 4 407 kilomètres. Le départ et l'arrivée étaient fixés à Madrid. Le Belge Gustaaf Deloor, vainqueur de la première édition, l'a emporté devant son frère cadet Alfons Deloor.
Cinquante coureurs ont participé à cette Vuelta, dont 42 Espagnols. 26 d'entre eux sont arrivés au terme de la course. Le duel attendu entre les deux premiers de l'édition précédente, Gustaaf Deloor et Mariano Cañardo, n'eut pas lieu. Un chien traversant la route durant la première étape entraîna en effet la chute du coureur espagnol. Celui-ci parvint néanmoins à prendre la dixième place et à enlever deux étapes. Deloor prit la tête du classement général dès sa victoire sur la deuxième étape pour la conserver jusqu'à la fin de l'épreuve. Longtemps deuxième, l'Espagnol Antonio Escuriet connut une défaillance à la veille de l'arrivée à Madrid et fut relégué en cinquième position, laissant la place de dauphin à Alfons Deloor.
Les troubles politiques ont un temps menacé la tenue de ce Tour d'Espagne. Quelques semaines après l'arrivée débuta la guerre d'Espagne. La troisième édition de la Vuelta n'eut lieu que cinq ans plus tard, en 1941.

## Classement général
| \| 1. \| Gustaaf Deloor \| Belgique \| en \| 150 h 07 min 54 s \| \| \| 2. \| Alfons Deloor \| Belgique \| + \| 11 min 39 s \| \| \| 3. \| Antonio Bertola \| Italie \| + \| 17 min 54 s \| \| \| 4. \| Julián Berrendero \| Espagne \| + \| 23 min 14 s \| \| \| 5. \| Antonio Escuriet \| Espagne \| + \| 28 min 54 s \| \| \| 6. \| Rafael Ramos \| Espagne \| + \| 49 min 29 s \| \| \| 7. \| Alfons Schepers \| Belgique \| + \| 58 min 18 s \| \| \| 8. \| Emiliano Álvarez \| Espagne \| + \| 1 h 05 min 47 s \| \| \| 9. \| Fermín Trueba \| Espagne \| + \| 1 h 07 min 22 s \| \| \| 10. \| Mariano Cañardo \| Espagne \| + \| 1 h 18 min 05 s \| \| |                   |          |    |                   |  |
| 1. | Gustaaf Deloor    | Belgique | en | 150 h 07 min 54 s |  |
| 2. | Alfons Deloor     | Belgique | +  | 11 min 39 s       |  |
| 3. | Antonio Bertola   | Italie   | +  | 17 min 54 s       |  |
| 4. | Julián Berrendero | Espagne  | +  | 23 min 14 s       |  |
| 5. | Antonio Escuriet  | Espagne  | +  | 28 min 54 s       |  |
| 6. | Rafael Ramos      | Espagne  | +  | 49 min 29 s       |  |
| 7. | Alfons Schepers   | Belgique | +  | 58 min 18 s       |  |
| 8. | Emiliano Álvarez  | Espagne  | +  | 1 h 05 min 47 s   |  |
| 9. | Fermín Trueba     | Espagne  | +  | 1 h 07 min 22 s   |  |
| 10. | Mariano Cañardo   | Espagne  | +  | 1 h 18 min 05 s   |  |

## Étapes
| N°  | Date   | Villes étapes               | km  | Vainqueur d'étape | Leader du général |
| 1re | 5 mai  | Madrid - Salamanque         | 210 | Joseph Huts       | Joseph Huts       |
| 2e  | 6 mai  | Salamanque - Cáceres        | 214 | Gustaaf Deloor    | Gustaaf Deloor    |
| 3e  | 7 mai  | Cáceres - Séville           | 270 | Vicente Carretero | Gustaaf Deloor    |
| 4e  | 9 mai  | Séville - Malaga            | 212 | Gustaaf Deloor    | Gustaaf Deloor    |
| 5e  | 10 mai | Malaga - Grenade            | 132 | Vicente Carretero | Gustaaf Deloor    |
| 6e  | 11 mai | Grenade - Almería           | 185 | Gustaaf Deloor    | Gustaaf Deloor    |
| 7e  | 13 mai | Almería - Alicante          | 306 | Mariano Cañardo   | Gustaaf Deloor    |
| 8e  | 14 mai | Alicante - Valence          | 184 | Antonio Bertola   | Gustaaf Deloor    |
| 9e  | 15 mai | Valence - Tarragone         | 279 | Salvador Cardona  | Gustaaf Deloor    |
| 10e | 17 mai | Tarragone - Barcelone       | 139 | Vicente Carretero | Gustaaf Deloor    |
| 11e | 18 mai | Barcelone - Saragosse       | 293 | Alfons Schepers   | Gustaaf Deloor    |
| 12e | 19 mai | Saragosse - Saint-Sébastien | 265 | Alfons Schepers   | Gustaaf Deloor    |
| 13e | 21 mai | Saint-Sébastien - Bilbao    | 160 | Vicente Carretero | Gustaaf Deloor    |
| 14e | 22 mai | Bilbao - Santander          | 199 | Alfons Deloor     | Gustaaf Deloor    |
| 15e | 24 mai | Santander - Gijón           | 194 | Mariano Cañardo   | Gustaaf Deloor    |
| 16e | 25 mai | Gijón - Ribadeo             | 155 | Rafael Ramos      | Gustaaf Deloor    |
| 17e | 26 mai | Ribadeo - La Corogne        | 157 | Alfons Schepers   | Gustaaf Deloor    |
| 18e | 27 mai | La Corogne - Vigo           | 175 | Vicente Carretero | Gustaaf Deloor    |
| 19e | 29 mai | Vigo - Verín                | 178 | Fermín Trueba     | Gustaaf Deloor    |
| 20e | 30 mai | Verín - Zamora              | 207 | Antonio Bertola   | Gustaaf Deloor    |
| 21e | 31 mai | Zamora - Madrid             | 250 | Emiliano Álvarez  | Gustaaf Deloor    |

## Classements annexes
| \| 1. \| Salvador Molina \| Espagne \| 78 pts \| \| 2. \| Julián Berrendero \| Espagne \| 72 pts \| \| 3. \| Fermín Trueba \| Espagne \| 63 pts \| |                   |         |        |
| 1. | Salvador Molina   | Espagne | 78 pts |
| 2. | Julián Berrendero | Espagne | 72 pts |
| 3. | Fermín Trueba     | Espagne | 63 pts |

## Liste des coureurs
| 01-10 | 11-20 | 21-30 |
| - 1 Mariano Cañardo (Esp) - 2 Salvador Cardona (Esp) - 3 Antonio Escuriet (Esp) - 4 Antonio Rodriguez (Esp) - 5 Emiliano Álvarez (Esp) - 6 Antonio Montes (Esp) - 7 Salvador Molina (Esp) - 8 Telmo García (Esp) - 9 Francisco Goenaga (Esp) - 10 Vicente Trueba (Esp)                  | - 11 Fermin Trueba (Esp) - 12 Julian Berrendero (Esp) - 13 José Riestra (Esp) - 14 Cipriano Elys (es) (Esp) - 15 Claudio Leturiaga (Esp) - 16 Joaquín Bailón (Esp) - 17 Lisardo Acosta (Esp) - 18 Manuel Izquierdo (Esp) - 19 Bautista Salom (Esp) - 20 Luis Esteve (Esp)                                                                     | - 21 Andrés Martínez (Esp) - 22 Enrique López (Esp) - 23 Agustín González (Esp) - 24 Julián Cabrera (Esp) - 25 Delio Rodriguez (Esp) - 26 Miguel Carrión (es) (Esp) - 27 Andrés Jaén (Esp) NP - 28 Bartolomé Flaquer (es) (Esp) - 29 Antonio Jareno (Esp) - 30 Antonio Destrieux (es) (Esp) |
| 31-40 | 41-53 | |
| - 31 Ramón Cruz (Esp) - 32 Benito Cabresteros (Esp) - 33 Antonio Andrés Sancho (Esp) - 34 Bernardo de Castro (Esp) - 35 Miguel Valero (Esp) - 36 Marcelino Sánchez (Esp) - 37 Manuel Capella (es) (Esp) - 38 Ramón Ruiz Trillo (Esp) - 39 José Arias (Esp) - 40 Gregorio Idigoras (Esp) | - 41 Vicente Carretero (Esp) - 42 Pablo Pantoja (Esp) - 43 Antonio Bertola (Ita) - 44 Angel Bertola (Ita) - 45 Edoardo Molinar (Ita) NP - 46 Luigi Barral (Ita) - 47 Gustaaf Deloor (Bel) - 48 Alfons Deloor (Bel) - 49 Joseph Huts (Bel) - 50 Alfons Schepers (Bel) - 51 Camilo Erba (Ita) - 52 Antonio Acosta (Esp) - 53 Rafael Ramos (Esp) | |